# If You're Feeling Sinister: Live at the Barbican
Albums de Belle and Sebastian
Push Barman to Open Old Wounds
(2005) The Life Pursuit
(2006)
If You're Feeling Sinister: Live at the Barbican est un album de Belle and Sebastian, sorti en 2005.
Le disque est un enregistrement en public, réalisé en 2005 au Barbican de Londres, au profit des victimes du tremblement de terre au Cachemire. Il est seulement disponible en téléchargement et reprend l'intégralité des titres de l'album de 1996, If You're Feeling Sinister.

## Liste des titres
1. The Stars Of Track And Field
2. Seeing Other People
3. Me And The Major
4. Like Dylan In The Movies
5. The Fox In The Snow
6. Get Me Away From Here, I'm Dying
7. If You're Feeling Sinister
8. Mayfly
9. The Boy Done Wrong Again
10. Judy And The Dream Of Horses